# 塚田一郎
塚田 一郎（つかだ いちろう、1963年12月27日 - ）は、日本の政治家。自由民主党所属の元衆議院議員（1期）、元参議院議員（2期）。
衆議院財務金融委員長、内閣府副大臣・国土交通副大臣・復興副大臣（地震・津波災害からの復興に関する事項を担当）を第4次安倍改造内閣で務めたが、問題発言により一切の副大臣職から解任された。参議院財政金融委員長・参議院北朝鮮による拉致問題等に関する特別委員長等を務めた。郵政大臣や新潟県知事、自由民主党政務調査会長を務めた元衆議院議員の塚田十一郎の五男 で、元衆議院議員の塚田徹は異母兄にあたる。妻は元新潟テレビ21アナウンサーの村山志保。

## 来歴

### 生い立ち
新潟県新潟市中央区生まれ（現住所は同市同区旭町通2番町）。新潟市立寄居中学校、國學院高等学校を経て、中央大学法学部を卒業。その後アメリカに渡りボストン大学大学院で国際関係学科修士課程を修了する。
1990年、合併から間もない太陽神戸三井銀行（さくら銀行→現：三井住友銀行）に入行。2000年にさくら銀行を退職し、麻生太郎衆議院議員の秘書に転じた。
真島一男の死去に伴う2002年の参議院新潟県選挙区補欠選挙に自由民主党公認で立候補したが、野党系無所属の黒岩宇洋に約20万票の大差で敗れた。2004年、第20回参議院議員通常選挙に自民党公認で新潟県選挙区から立候補したが、近藤正道（無所属）、田中直紀（自民党）に次ぐ得票数3位で再び落選した。
2007年、第21回参議院議員通常選挙に自民党公認で新潟県選挙区から立候補し、民主党現職の森裕子の得票を上回りトップ当選（入れ替わりに、かつて補選で塚田を破った黒岩宇洋が落選）したが、選挙後に塚田の選対幹部だった木村一男新潟県議会議員や運動員が逮捕され、木村は罰金刑の略式命令を受けた。
2013年、第23回参議院議員通常選挙に自民党公認で新潟県選挙区から立候補し、再選。同年、参議院財政金融委員長に就任。2016年、参議院北朝鮮による拉致問題等に関する特別委員長に就任。2018年、第4次安倍改造内閣で内閣府副大臣・国土交通副大臣（安全･危機管理、海上保安関係施策、国土政策、都市、道路、海事･港湾、航空、北海道開発、観光関係施策の総括）・復興副大臣に任命された。

### 国土交通副大臣辞任と参院選落選

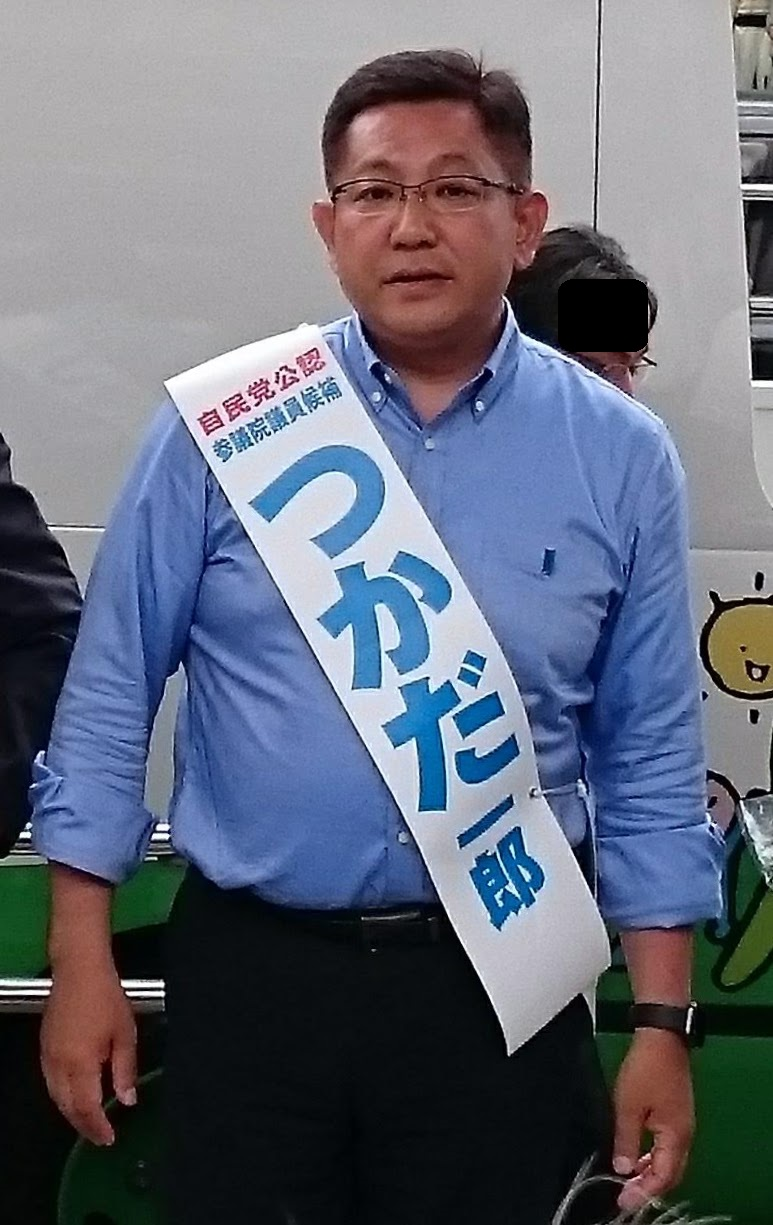
新潟県長岡市にて（2019年7月）

2019年4月1日、下関北九州道路構想に関して不適切な発言をした。4月5日、塚田は責任をとり国土交通副大臣を含むすべての副大臣職を辞任した（後述）。4月17日、自民党新潟県連会長を辞任。
同年7月4日、第25回参議院議員通常選挙が公示。選挙期間の終盤の7月17日、「週刊新潮」電子版は、石崎徹衆議院議員（新潟1区・比例復活）の秘書に対する暴行を報じた。同日、石崎は複数の県連幹部に電話で「迷惑をかけた。しばらく休養する」と伝え、4日後に投票を控えた参院選について応援などの活動を自粛した。
同年7月21日、参院選が実施され、無所属の野党統一候補の打越さく良に敗れ落選した。応援演説に来た小泉進次郎は「新潟は厳しかったです。5パーセントぐらい相手候補に差をつけられて、ずっとお詫びムードで総理も謝っていた。私が応援演説来た時に私は忖度しないと言ったんです。候補者が言えないことを言おうと思って」とのちに述べた。
2020年7月18日、自民党新潟支部は、衆議院新潟1区支部長候補の選考対象となっていた塚田、佐藤純県議、高橋直揮県議の3人の中から塚田を選び、推挙を決定した。石崎徹が10月22日付で自民党を離党。11月13日、塚田は正式に新潟1区支部長に就任した。

### 2021年衆議院議員総選挙
2021年10月31日の第49回衆議院議員総選挙では新潟1区から自民党公認で立候補し、選挙区では立憲民主党の西村智奈美が当選した。自民党は比例北陸信越ブロックで6議席を獲得。単独1位の鷲尾英一郎を除く5議席に対し、塚田は4番目の惜敗率で復活当選した。
2022年11月18日、衆議院選挙区の新しい区割りである「10増10減」の改正公職選挙法案が参議院で可決された。新潟県内の選挙区は6から5に削減され、新潟1区の区域は「新潟市（東区・中央区・江南区）、佐渡市」となった。塚田と佐藤純県議がそれぞれ支部長に名乗りを上げていたが、2023年2月10日、党本部は塚田を新潟1区の支部長に決定した。
2024年9月12日、自民党総裁選挙が告示され、9人が立候補した。塚田は同じ麻生派の河野太郎の推薦人に名を連ねた。投票日前日の9月26日夜、麻生派幹部6人は都内のホテルに集まり、決選投票に高市早苗が残った場合は高市を支持する方針を決定した。会長の麻生太郎はさらに踏み込み、河野などの陣営に入っていた派閥メンバーに対し、側近議員を通じて「1回目の投票から高市に入れろ」と指示を飛ばした。同日22時半頃、産経新聞は、麻生が1回目の投票から高市を支援するよう自派閥の議員に指示を出したことをスクープした。9月27日総裁選執行。高市は1回目の議員投票で、報道各社の事前調査での30～40票を大きく上回る72票を獲得した。党員数と合わせた得票数は1位だったが、決選投票で石破茂に敗れた。塚田は1回目は河野に投じ、決選投票では高市に投じた。

### 2024年衆議院議員総選挙
2024年10月15日、第50回衆議院議員総選挙が公示され、新潟1区からは塚田、立憲民主党現職の西村、日本維新の会元職の石崎徹、日本共産党新人の中村岳夫の計4人が立候補した。10月17日に読売新聞が序盤情勢を発表し、「西村と塚田がしのぎを削る」と報じた。自民党は裏金問題や統一教会問題、10月23日に発覚した非公認候補への2000万円支給問題などで逆風が吹き荒れた。10月27日、総選挙執行。投票締め切りの20時直後に新潟日報は西村の当選確実を報じ、西村は7期目の当選を果たした。自民党は比例北陸信越ブロックで4議席を獲得。単独1位の国定勇人を除く3議席に対し、塚田は5番目の惜敗率（61.339％）だったため議席を失った。

### 2024年衆院選落選後
同年11月18日、新潟市中央区で開かれた自民新潟支部の役員会で、衆院選の責任を取って党新潟支部長を辞任する意向を表明し了承された。
また2025年に自民党新潟県連が行なった新潟1区の支部長公募を辞退した。なお政治活動は継続し、後援会も存続する意向を示している。

## 政策・主張

### インバウンド
国交副大臣の就任会見で、インバウンドの政府目標を達成するためには、空港機能の強化が重要であることを強調し、首都圏の空港のみではなく、地方への誘客や国内航空ネットワークの充実のため地方空港の機能強化も力を入れていくと述べた。また観光分野は地方創生の柱であることも強調した。
インバウンドに関連し、都市政策では「コンパクト・プラス・ネットワーク」のまちづくりを強める認識を示した。
国土交通委員会で、環境と観光について問われた際に、認定エコツアーガイドの同行の義務付け等により、希少野生動植物等に対して過剰利用による人為的影響が及ぼされない仕組みを構築していると述べ、自然保護・保全と両立する持続的な観光振興を図るためには、エコツーリズムの推進が必要との認識を示した。

### 農業
農業生産者の所得向上に関して、コシヒカリを中国に輸出している現状に触れ、日本の農業のあり方について「量よりもやはり付加価値の高い農業を海外に向けて輸出」していくことが、1つの方向性ではないかと指摘し、「安心で安全な日本の農作物」ということが、最大のブランドであるとの考えを示した。
農商工連携について、「中国で日本のお米が五倍の値段で売れています、コシヒカリが、六倍ですか、それぐらいのすごい高い値段で売れている。しかし、実際はその生産者に全部そういったメリットが来ているわけじゃないんですね。そういうことをやはり今回こうした仕組みも含めてこれから本当に普及していっていただくということは、日本の産業全般に大きなやっぱり活力となるというふうに思います。」と仕組みの構築と普及の必要性に言及した。

### 憲法・政治制度
- 日本国憲法の改正に賛成[45][46]。
  - 第9条については、これを改正して自衛権を明記し、「国防軍」として規定すべきとしている[47][48]。なお、2007年の時点では「国防軍」ではなく「自衛軍」としての規定を主張していた[49]。
  - 憲法改正手続を定める第96条については、これを改正して、憲法改正の発議要件を衆参それぞれの過半数の賛成に緩和し、今後さらに憲法を改正しやすくすべきとしている[47]。
- 首相が任意の時期に衆議院を解散できる今の制度について、「今のままでよい」としている[46]。
- 女系天皇を認めることに反対[50] として、旧宮家の男性が皇族に復帰できるようにすべきという考えに「どちらかと言えば賛成[50]」。
- 一院制の導入に反対[48]。参議院に対する衆議院の優越を強めることにも、どちらかと言えば反対[47]。
- 永住外国人の地方参政権は「認めるべきではない」としている[47]。
- どちらかと言えば、外国人労働力の受け入れを進めるべきとしている[47][50]。

### 外交・安全保障
- 日本の防衛力について、2007年から2019年まで一貫して「もっと強化すべき[45][47][50]」と主張している。
- 集団的自衛権は「限定的に認められるべき[51]」として、その行使に「どちらかと言えば賛成[45]（2007年）」または「賛成[47][48]（2013年）」としている。
- 日本の核武装について、2007年の時点では「将来にわたって検討すべきではない[52]」としていたが、2013年の時点では「今後の国際情勢によっては検討すべき[48]」とし、2019年の時点では再び「将来にわたって検討すべきではない[46]」としている。
- 日本の他国に対する先制攻撃については、2013年の時点では「どちらかと言えば賛成[47]」としていたものの、2019年の時点では「どちらとも言えない[50]」とした。
- 沖縄県名護市辺野古への基地移転について、2019年沖縄県民投票後もなお「埋め立て工事をこのまま進めるべき[46]」とし、移設に「賛成[53]」とする。
- 日米安保体制は「どちらかと言えばさらに強化すべき[45]（2007年）」、「さらに強化すべき[50]（2019年）」としている。
- 北朝鮮に対して、「どちらかと言えば対話より圧力を優先すべき[45]（2007年）」、「対話よりも圧力を優先すべき[47]（2013年）」としていた。2019年の時点では、読売新聞のアンケートでは「やや圧力を重視する[53]」としつつ、朝日新聞のアンケートでは「どちらとも言えない[50]」としている。

### 歴史認識
- 靖国神社への内閣総理大臣やその他の国務大臣の参拝は「問題ない」とし[48]、「安倍首相は靖国神社の参拝の態度をはっきりすべき[52]」、「安倍首相は靖国神社を参拝すべき[52]」、「首相には靖国神社に参拝してほしい」としている[47]。また、自身も2018年に現職の副大臣として参拝を行った[54]。
- 村山談話の見直しに反対[48]。
- 河野談話の見直しに賛成[48]。

### 税制
- 消費税率の引き上げについて、2007年の時点では「中立」としていた[45]。
  - 2013年の時点では、2014年4月に予定されていた消費税の8%への引き上げについて「予定通りに引き上げるべき」とした[48]。また「2015年10月に10％に引き上げるべき」という考えにも「どちらかと言えば賛成」としていた[47]。
  - 2019年の時点では、2019年10月に予定されている消費税の10%への引き上げについて「法律に従い、引き上げるべきだ」としている[46]。
- ふるさと納税制度の導入に賛成[52]。

### 経済
- 日本の環太平洋経済連携協定 (TPP) への参加問題について、当初はTPP参加の即時撤回を求める会の一員として参加に反対していた[55]が、2013年の時点ではTPPへの参加に「賛成[48]」または「どちらかと言えば賛成[47]」とした。
- 安倍首相の経済政策（アベノミクス）は「賃金や雇用が増えることに結びつく」「成果を上げている」として評価する[47][50]。

### エネルギー政策
- 原子力発電は日本に「必要」としており、原発の運転再開に「どちらかと言えば賛成」とする[47]。
  - 日本から海外に原発を輸出することにも賛成[48]。
  - 2013年の時点では「2030年代以降も原発を電力源のひとつとして保つべき[47]」としていたものの、2019年の時点では、原発を電力源の一つとして保つことについて「どちらとも言えない」とした[50]。

### 社会
- 死刑制度に賛成[48]。
- 治安を守るためにプライバシーや個人の権利が制約されるのは、「どちらかと言えば賛成[45]」「どちらかと言えば当然[47]」とする。
- 選択的夫婦別姓については「どちらとも言えない」とする[50]。
- 同性婚についても「どちらとも言えない」とする[50]。

## 人物

### 旧統一教会との関係
ジャーナリストの鈴木エイトが作成した「旧統一教会関連団体と関係があった現職国会議員168人」によれば、旧統一教会関連団体との関係について、2021年の衆院選で教団関係者から選挙支援を受けており、2021年11月には教団関連イベントに出席し挨拶を述べていた。2021年12月には教団関連イベントに祝電を送る。

### その他
- 新潟市立寄居中学校の1学年下に、北朝鮮による拉致被害者の横田めぐみがいた。そのため、政界入り前から救う会の新潟での活動にボランティアで参加、政界入りしてからは自民党拉致問題対策本部の事務局長を務める等、拉致問題の解決に向けた取り組みに加わっている[57]。
- 2018年10月18日、秋季例大祭開催中の靖国神社を参拝した。なお、同日はみんなで靖国神社に参拝する国会議員の会に所属する議員70人が集団で参拝したが、塚田はこの集団参拝には加わらず、単独で訪れた[54]。

## 問題となった発言
2019年4月1日夜、福岡県北九州市で行われた集会で、「下関北九州道路」構想で本年度から事業化に向け国による直轄調査へ移行する決定をしたことについて、「総理（安倍晋三、山口4区）とか副総理（麻生太郎、福岡8区）が言えないので、私が忖度した」と発言した。翌2日に発言を撤回したが、現職の副大臣が利益誘導を認めるような発言は大きな批判を浴びた。さらに同月3日の衆議院厚生労働委員会で「大勢の人が集まる会の席で、私自身がわれを忘れて誤った発言をした」と釈明し「説明責任を果たすことで職責を全うしていきたい」と辞任は否定した。野党側は塚田の罷免を要求。安倍晋三首相は衆議院内閣委員会で「発言は問題だと考えている。副大臣としての公正性が疑われてはならないのは当然だ。本人が重大に受けとめ、撤回し、謝罪した」と罷免を否定した。菅義偉官房長官は塚田に対して厳重注意したことを明らかにしている。
しかし発言を巡って、野党側の辞任要求や与党側からも塚田に対する批判が相次いだこともあり、同月4日、「発言の責任を取り、職を辞したい」として、石井啓一国土交通大臣に辞表を提出し、この日の持ち回り閣議で認められた。後任は牧野京夫参議院議員が充てられた。なお、4月7日執行の福岡県知事選挙では、麻生副総理をはじめとする自民党執行部が強く推薦した武内和久候補が、現職の小川洋候補に大差で敗れる結果となり、麻生派の一人である塚田副大臣の「忖度」発言が影響したとの見方もある。

## 所属団体・議員連盟
- 北朝鮮に拉致された日本人を早期に救出するために行動する議員連盟
- 国家主権と国益を守るために行動する議員連盟
- 自民党たばこ議員連盟[63]
- 自由民主党たばこ特別委員会（副委員長）[64]
- 創生「日本」
- 神道政治連盟国会議員懇談会
- TPP交渉における国益を守り抜く会
- 日華議員懇談会
- 日韓議員連盟
- 日本会議国会議員懇談会
- みんなで靖国神社に参拝する国会議員の会
- 日本の尊厳と国益を護る会

## 選挙歴
| 当落 | 選挙                     | 執行日         | 年齢 | 選挙区       | 政党       | 得票数     | 得票率 | 定数 | 得票順位 /候補者数 | 政党内比例順位 /政党当選者数 |
| ---- | ------------------------ | -------------- | ---- | ------------ | ---------- | ---------- | ------ | ---- | ------------------ | ---------------------------- |
| 落   | 第19回参議院議員補欠選挙 | 2002年4月28日  | 38   | 新潟県選挙区 | 自由民主党 | 34万2207票 | 33.66% | 1    | 2/3                | /                            |
| 落   | 第20回参議院議員通常選挙 | 2004年07月11日 | 40   | 新潟県選挙区 | 自由民主党 | 31万9968票 | 26.09% | 2    | 3/4                | /                            |
| 当   | 第21回参議院議員通常選挙 | 2007年07月29日 | 43   | 新潟県選挙区 | 自由民主党 | 40万3497票 | 32.10% | 2    | 1/6                | /                            |
| 当   | 第23回参議院議員通常選挙 | 2013年07月21日 | 49   | 新潟県選挙区 | 自由民主党 | 45万6542票 | 43.01% | 2    | 1/8                | /                            |
| 落   | 第25回参議院議員通常選挙 | 2019年07月21日 | 55   | 新潟県選挙区 | 自由民主党 | 47万9050票 | 46.36% | 1    | 2/3                | /                            |
| 比当 | 第49回衆議院議員総選挙   | 2021年10月31日 | 57   | 新潟県第1区  | 自由民主党 | 9万6591票  | 39.87% | 1    | 2/3                | 5/6                          |
| 落   | 第50回衆議院議員総選挙   | 2024年10月27日 | 60   | 新潟県第1区  | 自由民主党 | 6万1025票  | 32.35% | 1    | 2/4                | 6/4                          |

## 支援団体
- 全国たばこ販売政治連盟（組織推薦候補者）[65]
- 神道政治連盟[66]
- 県農政刷新連盟（組織推薦候補者）[67]
- 県農政刷新同志会（組織推薦候補者）[67]

他多数